# Можжевельник повислый
Можжеве́льник повислый, или Можжеве́льник отогнутый (лат. Juniperus recurva) — вечнозелёные хвойные деревья, вид рода Можжевельник (Juniperus) семейства Кипарисовые (Cupressaceae).

## Распространение и экология
В естественных условиях растёт в северной части Пакистана и провинции Юньнань на юго-западе Китая.
Достигает высоты 6-20 м, при диаметре ствола до 2 м.
Морозостоек, малотребователен к почве, светолюбив.
Произрастает на горных склонах на высоте 3000-4000 м над уровнем моря.

## Ботаническое описание
Высокое двудомное дерево или кустарник высотой до 20 м. Крона коническая, молодые побеги свисающие.
Шишки одиночные, круглые, мелкие, гладкие, в диаметре 4-7 мм, чёрно-синие, содержат одно семя.

## Значение и применение
Древесина дерева устойчива против гниения.
Изредка встречается в культуре в Западной Европе и США.

### Таксономия
Вид Можжевельник повислый входит в род Можжевельник (Juniperus) семейства Кипарисовые (Cupressaceae) порядка Сосновые (Pinales).
|  |                    |  |                                          |                                          |                       |  | ещё 6 семейств | ещё 6 семейств |                           |  |  |  | ещё от 50 до 67 видов |
|  |                    |  |                                          |                                          |                       |  | ещё 6 семейств | ещё 6 семейств |                           |  |  |  | ещё от 50 до 67 видов |
|  |                    |  |                                          | порядок Сосновые                         |                       |  |                |                | род Можжевельник          |  |  |  |                       |
|  |                    |  |                                          | порядок Сосновые                         |                       |  |                |                | род Можжевельник          |  |  |  |                       |
|  | отдел Голосеменные |  |                                          |                                          | семейство Кипарисовые |  |                |                | вид Можжевельник повислый |  |  |  |                       |
|  | отдел Голосеменные |  |                                          |                                          | семейство Кипарисовые |  |                |                |                           |  |  |  |                       |
|  |                    |  | ещё 13—14 порядков голосеменных растений | ещё 13—14 порядков голосеменных растений |                       |  |                | ещё 10 родов   | ещё 10 родов              |  |  |  |                       |
|  |                    |  |                                          | ещё 13—14 порядков голосеменных растений |                       |  |                |                | ещё 10 родов              |  |  |  |                       |